# 周公楚
周公楚（しゅうこうそ）は、春秋時代初期の周の君主。周公旦の末裔で公爵。
魯の成公11年（簡王6年、紀元前580年）、周公楚は王室の諸大臣と衝突し、政治闘争に失敗し、王畿を去った。天子は劉の康公を派遣し、説得したが失敗した。
魯の成公12年（簡王7年、紀元前579年）、周公楚は出奔し晋へ赴いた。